# Iso Salinjärvi
Iso Salinjärvi är en sjö i kommunen Kuopio i landskapet Norra Savolax i Finland. Sjön ligger 128,4 meter över havet. Den är 12,5 meter djup. Arean är 1,32 kvadratkilometer och strandlinjen är 10,79 kilometer lång. Sjön  ingår i Vuoksens huvudavrinningsområde.   Den ligger omkring 18 kilometer väster om Kuopio och omkring 330 kilometer norr om Helsingfors. 
I sjön finns öarna Rapasaari och Otrasaari. 